# Kimberley Woods
Kimberley Woods (Rugby, 8 settembre 1995) è una canoista britannica, specializzata nello slalom, sei volte campionessa mondiale e otto volte campionessa europea.

## Biografia
Nata nel 1995 a Rugby, nel Regno Unito, ha tre fratelli. Durante la sua infanzia, soprattutto tra gli otto e i quattordici anni, è stata spesso vittima di bullismo a causa della sua forma fisica non ottimale, e in un'intervista a The Guardian ha dichiarato di aver superato la depressione tramite lo sport della canoa. Dopo aver vinto tre medaglie ai Campionati mondiali giovanili di canoa, tra il 2012 e il 2013, ha temporaneamente interrotto la sua attività sportiva a causa di un infortunio al crociato e poi a nuovi problemi psicologici, che l'hanno anche portata a compiere episodi di autolesionismo, intorno ai quindici anni. Durante la sua vita, Woods ha molto spesso avuto problemi psicologici, tant'è che due volte è stata ricoverata in un ospedale psichiatrico e più volte ha pensato di suicidarsi. Ha frequentato prima la scuola di Rugby e poi l'Università dell'Hertfordshire.

## Carriera

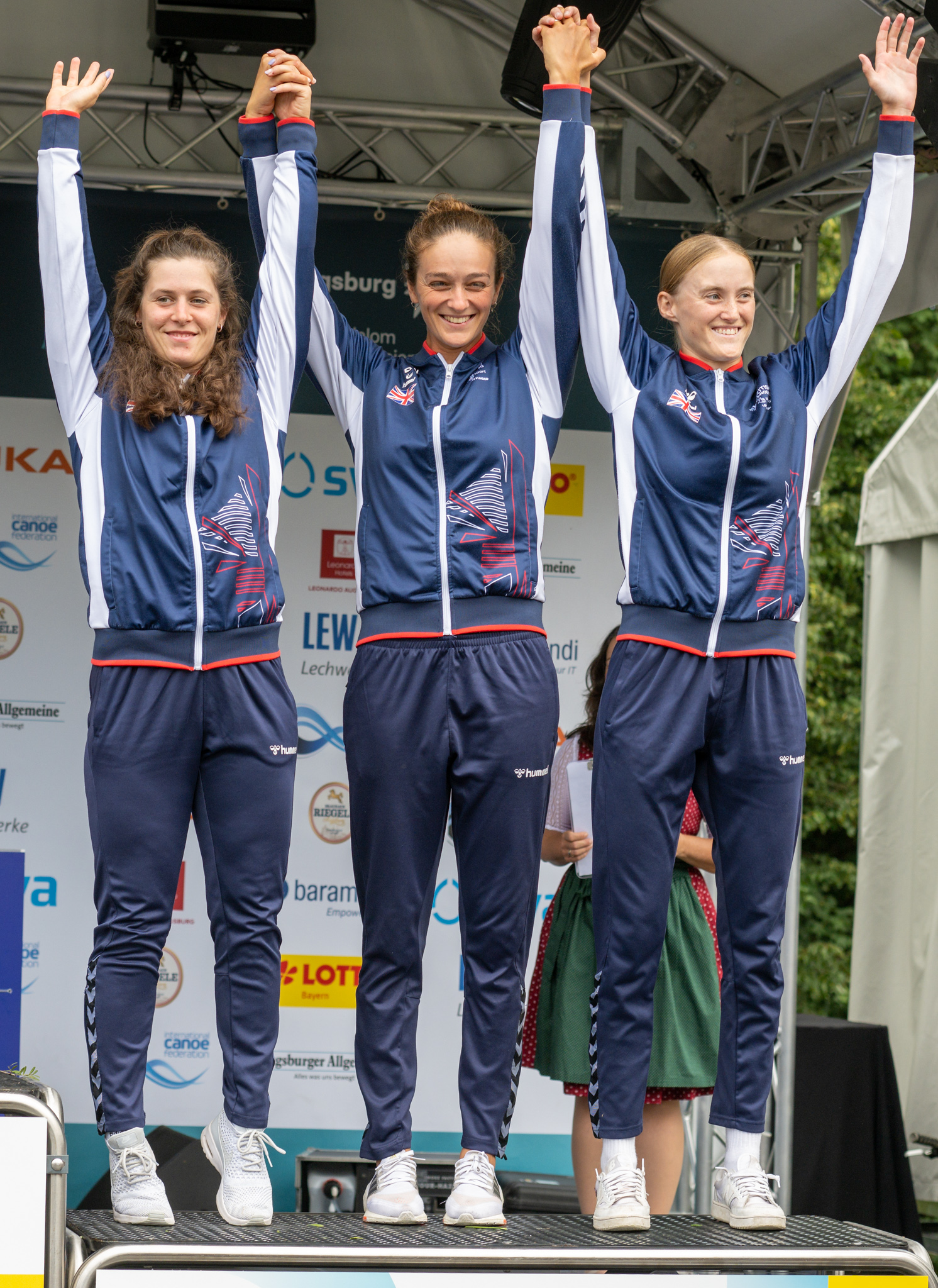
Woods sul podio per la medaglia di bronzo nel C1 a squadre ad Augusta 2022, con le compagne di squadra Sophie Ogilvie e Mallory Franklin

In un'intervista con il quotidiano britannico The Guardian ha dichiarato di aver iniziato a praticare la canoa grazie ai nonni e alla zia Diane. Quest'ultima, nel 1994, un anno prima della nascita di Woods, ha ottenuto una medaglia d'argento ai Campionati mondiali giovanili di canoa. All'età di quattro anni, i nonni hanno mostrato a Woods la registrazione della gara della zia, e Woods è rimasta subito affascinata dallo sport della canoa. Così i nonni gli hanno promesso che, non appena avesse imparato a nuotare, gli avrebbero comprato la canoa, e ciò è successo quando Woods aveva otto anni.

### Competizioni giovanili
Le prime competizioni a cui ha partecipato sono stati i Campionati europei giovanili di canoa, tra il 2011 e il 2013, in cui ha complessivamente ottenuto due medaglie d'oro, due d'argento e una di bronzo. Sempre tra il 2012 e il 2013 ha preso parte ai Campionati mondiali giovanili di canoa, vincendo una medaglia d'oro, due d'argento e due di bronzo. Nel 2016 partecipa nuovamente agli Europei giovanili (in cui ottiene due ori, un argento e un bronzo) e gli anni seguenti (fino al 2018) ai Mondiali giovanili, in cui ottiene tre ori, tre argenti e sei bronzi.

### Competizioni maggiori
La prima competizione maggiore a cui partecipa sono gli Europei 2015, in cui vince la medaglia d'oro della Canoa C-1 con 123,13 punti, e una medaglia di bronzo. Ha partecipato anche alle edizioni 2016, 2017, 2018, 2019, 2021 e 2024 degli Europei, vincendo in totale tredici medaglie. Nel 2018 partecipa per la prima volta ai Mondiali, di Rio de Janeiro 2018, in cui vince una medaglia d'oro e una di bronzo.
Nel 2020, per la prima volta, partecipa ai Giochi olimpici, all'edizione di Tokyo 2020, dove si qualifica al decimo posto nel slalom K1 femminile. Nel 2023, invece, partecipa ai III Giochi europei, vincendo una medaglia d'argento nel C1 a squadre. Nel 2024 partecipa ai Giochi olimpici di Parigi 2024, vincendo la medaglia di bronzo nello slalom K1 femminile.

## Palmarès

### Risultati élite
In carriera ha ottenuto i seguenti risultati:
Giochi olimpici
Individuale
- Bronzo nel K1 slalom a Parigi 2024
- Bronzo nel kayak cross a Parigi 2024

A squadre
Mondiali
Individuale
- Oro nel kayak cross a Londra 2023
- Argento nel C1 a Londra 2023
- Argento nel kayak cross a Augusta 2022
- Bronzo nel K1 a Bratislava 2021

A squadre
- Oro nel C1 a Pau 2017
- Oro nel C1 a Rio de Janeiro 2018
- Oro nel K1  a La Seu d'Urgell 2019
- Oro nel K1 a Bratislava 2021
- Oro nel C1 a Londra 2023
- Argento nel K1 a Londra 2015
- Bronzo nel K1 a Rio De Janeiro 2018
- Bronzo nel C1 a Augusta 2022
- Bronzo nel K1 a Londra 2023

Europei
Individuale
- Oro nel C1 a Markkleeberg 2015
- Oro nel C1 a Tacen 2017
- Bronzo nel C1 a Pau 2019

A squadre
- Oro nel C1 a Liptovský Mikuláš 2016
- Oro nel K1 a Liptovský Mikuláš 2016
- Oro nel C1 a Tacen 2017
- Oro nel C1 a Praga 2018
- Oro nel C1 a Pau 2019
- Oro nel K1 a Ivrea 2021
- Argento nel C1 a Ivrea 2021
- Argento nel K1 a Liptovský Mikuláš 2022
- Bronzo nel C1 a Markkleeberg 2015
- Bronzo nel C1 a Tacen 2024

Giochi europei
Individuale
A squadre
- Argento nel C1 a Cracovia 2023

### Risultati giovani
Mondiali giovani
Individuale
- Argento nel C1 a Cracovia 2016
- Argento nel K1 a Liptovský Mikuláš 2016
- Argento nel C1 a Ivrea 2018
- Bronzo nel C1 a Wausau 2012
- Bronzo nel C1 a Foz do Iguaçu 2015
- Bronzo nel C1 a Bratislava 2017
- Bronzo nel K1 a Ivrea 2018

A squadre
- Oro nel K1 a Wausau 2012
- Oro nel K1 a Penrith 2014
- Oro nel C1 a Cracovia 2016
- Oro nel C1 a Bratislava 2017
- Argento nel K1 a Bratislava 2017
- Bronzo nel C1 a Wausau 2012
- Bronzo nel C1 a Foz do Iguaçu 2015
- Bronzo nel C1 a Liptovský Mikuláš 2016
- Bronzo nel K1 a Ivrea 2018

Europei giovani
Individuale
- Oro nel C1 a Salcano 2012
- Oro nel C1 a Bourg-Saint-Maurice 2013
- Oro nel C1 a Salcano 2016
- Argento nel K1 a Salcano 2012
- Argento nel K1 a Salcano 2016

A squadre
- Oro nel C1 a Salcano 2016
- Argento nel K1 a Bourg-Saint-Maurice 2013
- Bronzo nel K1 a Banja Luka 2011
- Bronzo nel K1 a Salcano 2012